# Dasineura rossi
Dasineura rossi är en tvåvingeart som först beskrevs av Rubsaamen 1914.  Dasineura rossi ingår i släktet Dasineura och familjen gallmyggor. Inga underarter finns listade i Catalogue of Life.